# Local area network

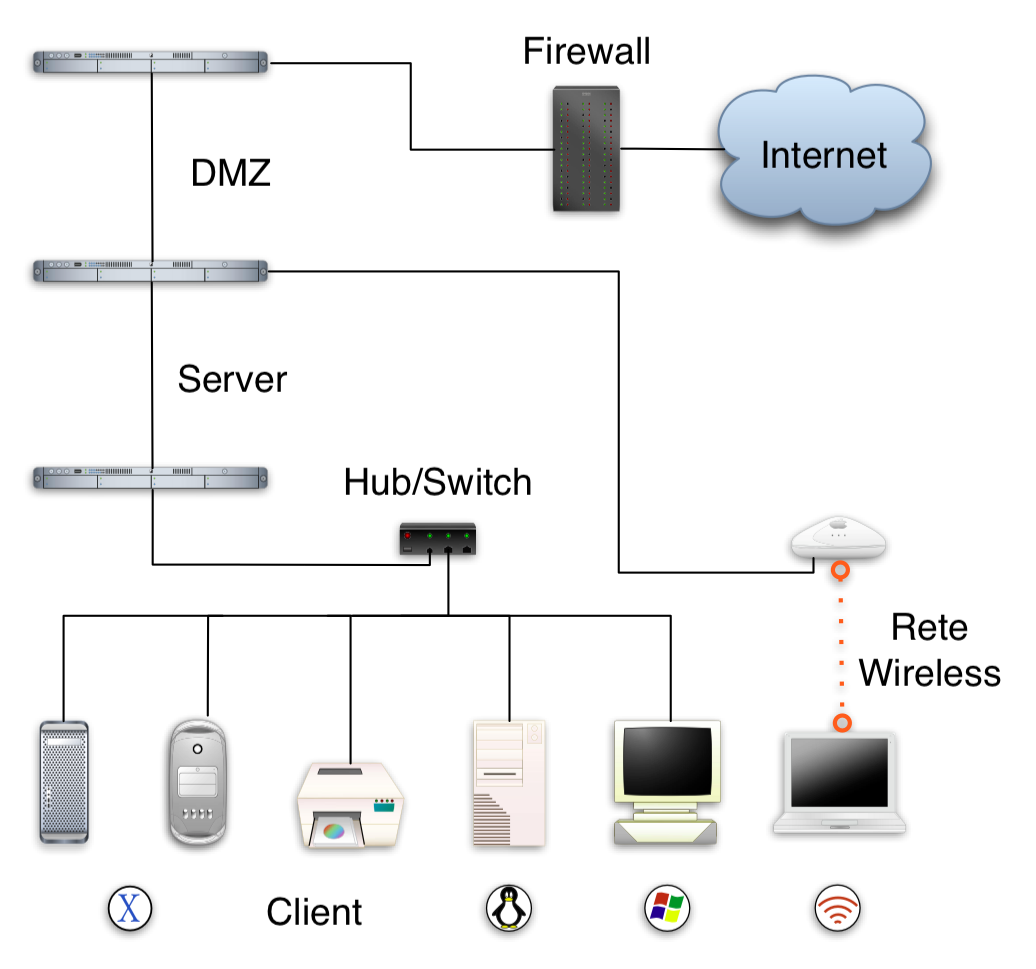
Schema di una LAN

In informatica e telecomunicazioni, una rete locale o rete in area locale, in sigla LAN (in inglese local area network), è una rete informatica estendibile anche a dispositivi periferici condivisi, che copre un'area limitata, come un'abitazione, una scuola, un'azienda o un complesso di edifici adiacenti. Si differenzia dalle cosiddette reti geografiche (WAN da wide area network) non solo per l'estensione geografica più limitata, ma anche perché consente migliori prestazioni in termini di velocità di trasferimento dei dati e non richiede di utilizzare circuiti dedicati su tratte telefoniche (leased line).
Si tratta storicamente delle prime tipologie di reti informatiche realizzate al mondo per semplicità di realizzazione e costi sostenibili anche da piccoli privati. In passato, le LAN venivano realizzate basandosi su standard tecnologici come ARCnet e Token ring, ma in seguito le tecnologie utilizzate più comunemente sono diventate Ethernet e il Wi-Fi. In ambito aziendale il termine più utilizzato, più o meno con lo stesso significato, è Intranet.

## Storia

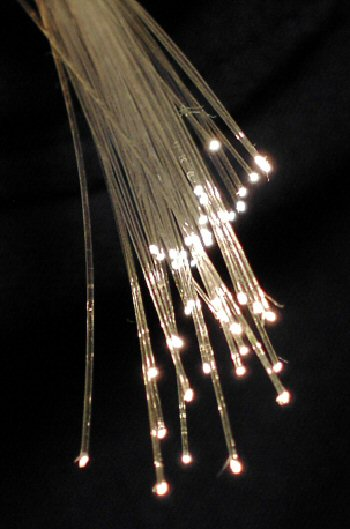
Fascio di fibre ottiche

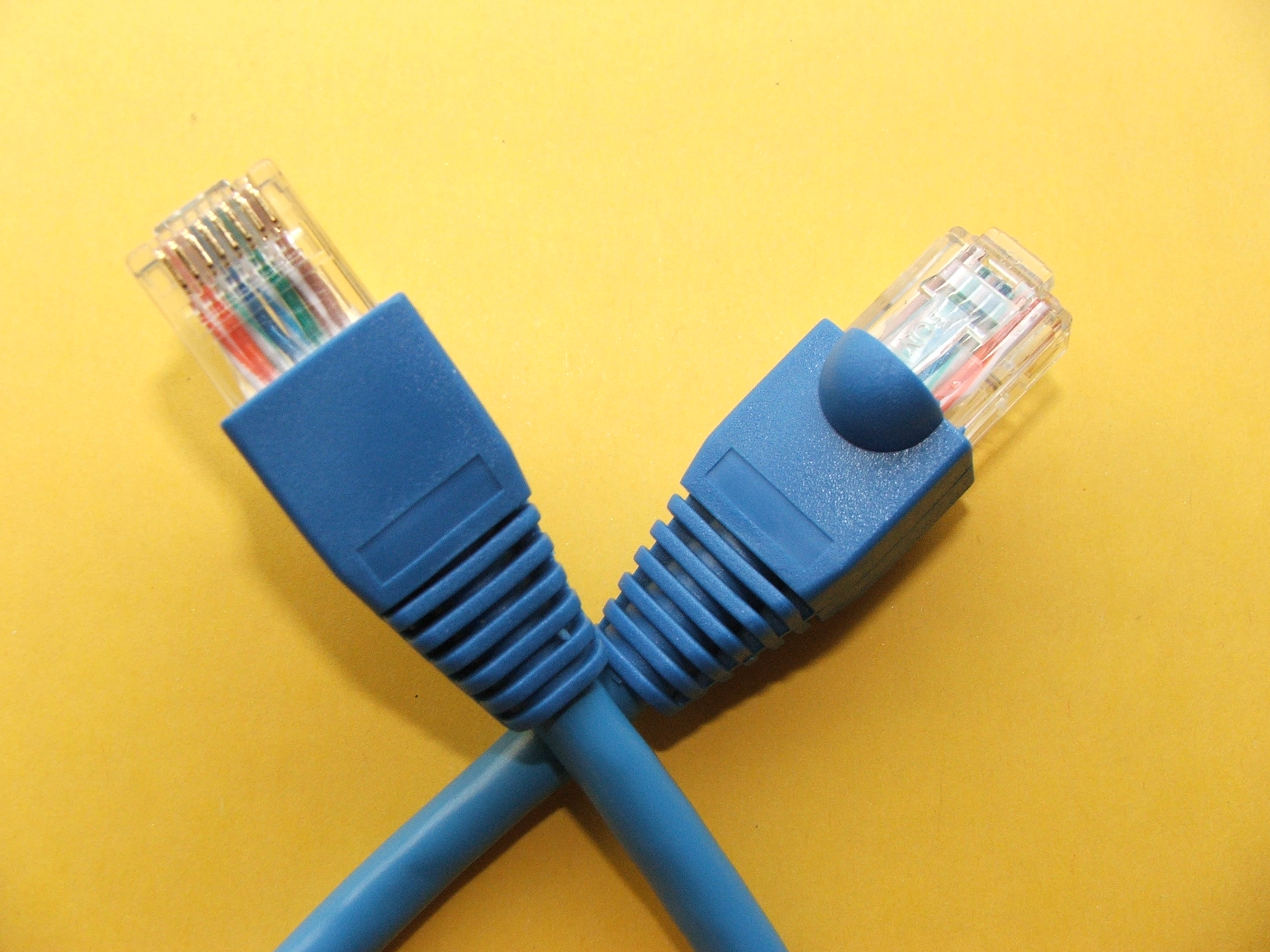
Connettori RJ-45

La necessità di stabilire collegamenti ad alta velocità tra sistemi di computer iniziò a emergere già negli anni sessanta, nell'ambito universitario e dei laboratori di ricerca, come testimoniato anche da un rapporto del 1970 redatto dal Lawrence Berkeley National Laboratory che analizzava le problematiche legate alla crescita della loro rete Octopus. Nel 1974 l'Università di Cambridge realizzò il progetto Cambridge Ring che però non si sviluppò mai come prodotto commerciale.
Tra il 1973 e il 1975, il laboratorio di ricerca Xerox PARC sviluppò il protocollo Ethernet che fu brevettato negli USA. Nel 1976, dopo che il sistema fu effettivamente realizzato all'interno dei laboratori stessi, Robert Metcalfe e David Boggs ne pubblicarono la descrizione nell'articolo Ethernet: Distributed Packet-Switching for Local Computer Networks.
La tecnologia ARCnet fu sviluppata da Datapoint Corporation nel 1976, annunciata pubblicamente nel 1977 e, a dicembre dello stesso anno, fu realizzata la sua prima installazione commerciale presso la Chase Manhattan Bank di New York.
La prima realizzazione di una rete locale è stata effettuata dalla Olivetti Spa nel sistema di votazione elettronica del Parlamento europeo, installato nel 1980 nell'emiciclo di Strasburgo, con un altro identico a Lussemburgo. La rete, che comprendeva tutti i terminali di votazione e il dispositivo di controllo del sistema (chiamato al tempo "Concentratore Intelligente" - a tutti gli effetti un firewall intelligente) fu inventata, progettata, costruita, installata e operata da Enrico Massetti e i suoi colleghi della Elema S.p.a. di Milano. La prima volta che questa rete fu usata per la votazione del bilancio dell'Unione europea a Lussemburgo, nel 1980 ci fu un fallimento al primo utilizzo, e Massetti dovette operare la rete manualmente per cinque ore. Questo iniziale fallimento fu generato dalle richieste di cambiamenti da parte del responsabile della Olivetti.

### Evoluzione degli standard

Rete con firewall

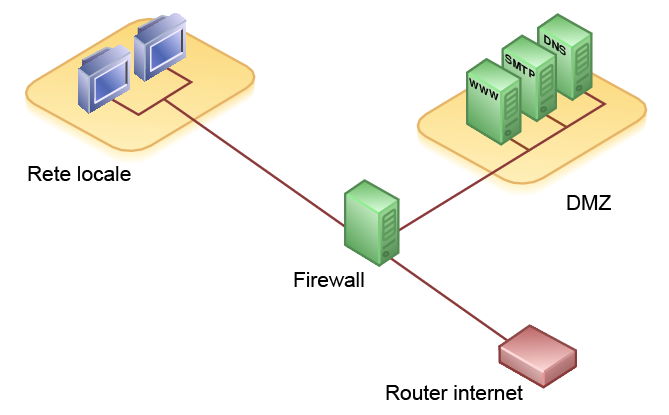
Diagramma di una rete che utilizza una DMZ creata utilizzando un firewall a tre connessioni (three-legged firewall)

L'avvento del personal computer e la sua rapida diffusione, favorita verso la fine degli anni settanta dal sistema operativo CP/M e a partire dal 1981 da sistemi di tipo DOS, in molti siti ebbe come conseguenza la crescita del numero di computer installati, da alcune dozzine fino anche ad alcune centinaia. La prima forte necessità di realizzare collegamenti in rete era legata alla condivisione dei dispositivi di memoria di massa e delle stampanti, che all'epoca erano dispositivi molto costosi, e il concetto di LAN acquisì così un notevole interesse tanto che a partire dal 1983 e per alcuni anni successivi l'industria informatica tendeva a presentare ogni anno come “l'anno della LAN”.
Nella realtà, l'applicazione del concetto trovava dei seri ostacoli a causa della proliferazione di livelli fisici e di protocolli di comunicazione tra loro incompatibili: di fatto, ogni produttore aveva il suo tipo specifico di schede di rete, di cablaggi, di protocolli e di sistema operativo di rete. Una prima soluzione apparve con l'introduzione del sistema Novell NetWare in grado di fornire supporto per decine di tipi di schede e connettori differenti e dotato di un sistema operativo molto più sofisticato degli altri esistenti, tanto che mantenne una posizione di mercato dominante nel settore delle LAN di PC aziendali tra il 1983, anno del suo ingresso nel mercato, fino a metà degli anni novanta, quando Microsoft introdusse i sistemi Windows NT Advanced Server e Windows for Workgroups.
Tra i sistemi concorrenti di NetWare, solo Banyan Vines presentava caratteristiche tecniche confrontabili, ma non riuscì mai a consolidare una base di mercato sufficiente, mentre Microsoft e 3Com tentarono di sviluppare un sistema operativo di rete semplice, commercializzato da 3Com come 3+Share, da Microsoft come LAN Manager e da IBM come LAN Server, senza però riscuotere successo. Nello stesso periodo le workstation di tipo Unix prodotte da Sun Microsystems, Hewlett-Packard, Silicon Graphics, Intergraph, NeXT e Apollo usavano collegamenti di rete basati sul protocollo TCP/IP, una tecnologia che ebbe una grossa influenza per lo sviluppo di Internet e per la realizzazione di reti di computer basati su Linux e macOS, al punto da sostituire del tutto le tecnologie IPX, AppleTalk, NetBIOS e gli altri protocolli usati nelle prime LAN.

### Cablaggi

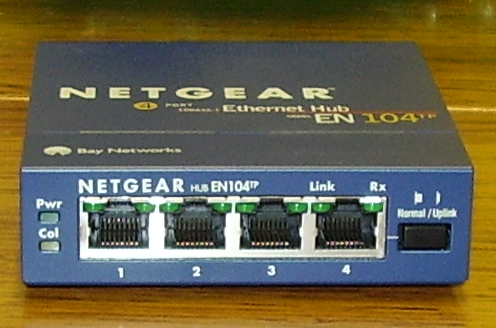
Hub

Le prime LAN usavano per i collegamenti vari tipi di cavi coassiali. IBM per l'implementazione della sua LAN di tipo Token ring utilizzava un doppino schermato. StarLAN, la prima implementazione di rete con una velocità di trasmissione a 1 Mbit/s, dimostrò le potenzialità dei cablaggi su doppino non schermato basato su cavi di tipo Cat3, lo stesso usato per i telefoni. Questa applicazione portò allo sviluppo dell'Ethernet 10Base-T e delle sue evoluzioni e al cablaggio di tipo strutturato, che è tuttora alla base della maggior parte delle LAN di tipo commerciale. Con l'evoluzione della tecnologia, anche il cablaggio su fibra ottica per le LAN ad alta velocità (10 Gbit/s) sta assumendo una diffusione crescente.
Dove la cablatura non è possibile o presente, i sistemi Wi-Fi stanno diventando molto comuni, specie per le reti residenziali e per il supporto diffuso del collegamento in rete di computer portatili, tablet e smartphone.

## Descrizione

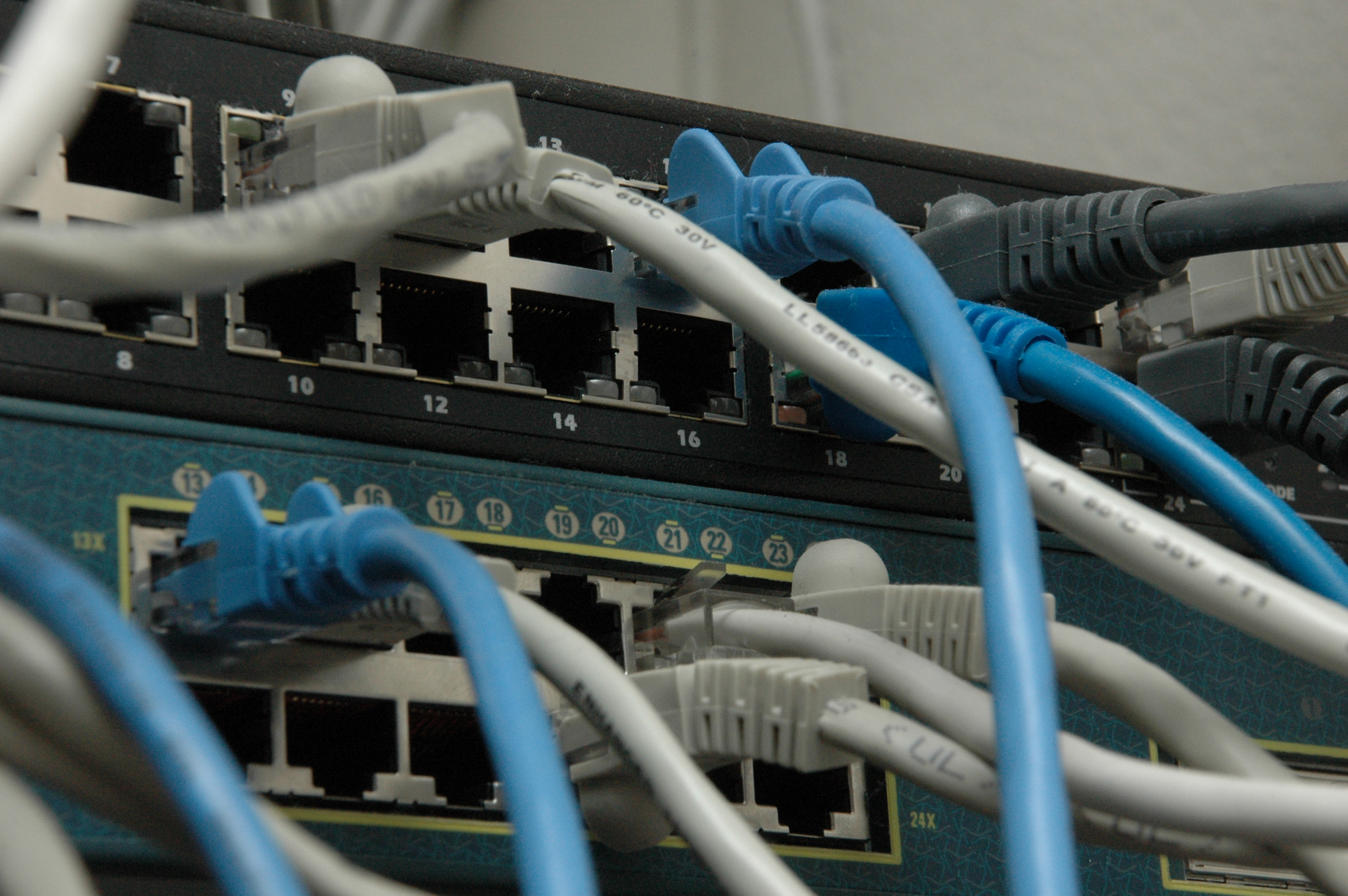
Switch

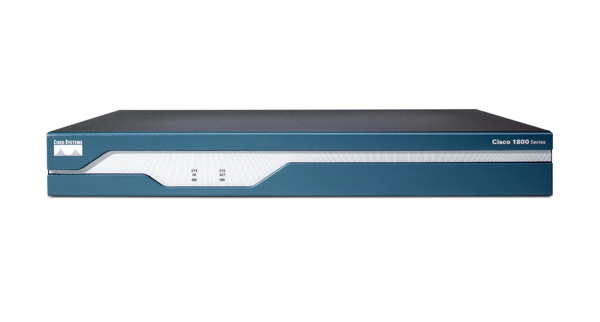
Router

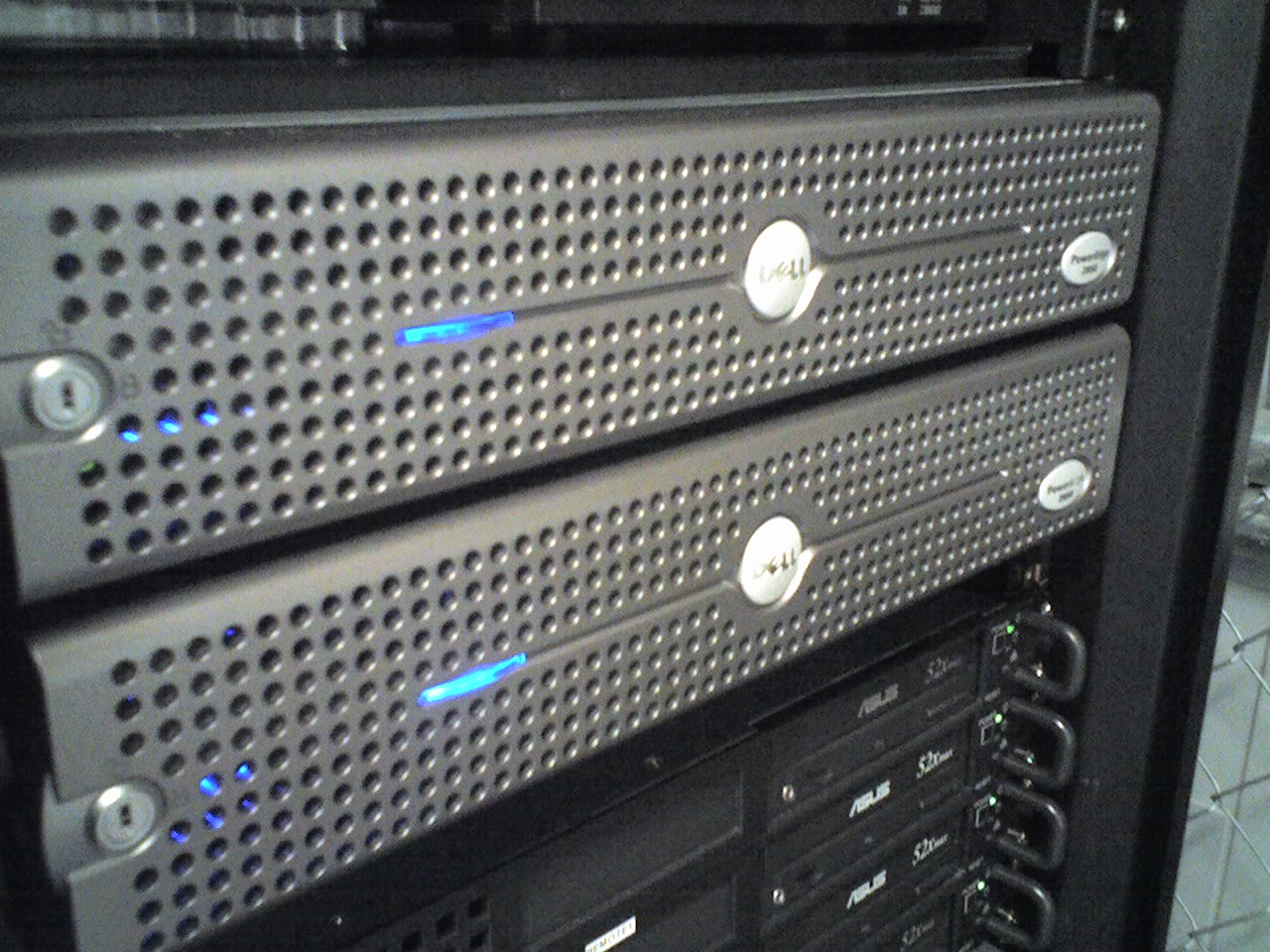
Server

### Aspetti tecnici
In base allo standard IEEE 802, il modello di riferimento di una LAN si focalizza soprattutto sull'utilizzo dei primi due livelli del modello ISO/OSI, ossia il livello fisico e il livello di data link, prevedendo anche il ricorso ai livelli superiori per la funzionalità di gestione di rete e di interconnessione tra LAN. La tecnologia di rete che si è affermata è la commutazione basata su Ethernet mentre per quanto riguarda i livelli protocollari superiori, il protocollo TCP/IP è diventato lo standard, sostituendo le implementazioni precedenti (NetBEUI, IPX/SPX, AppleTalk eccetera).
Per quanto riguarda la topologia di rete (schema delle interconnessioni tra i dispositivi), per le LAN vengono usati svariati tipi, sia a livello fisico sia di data link, tra cui reti ad anello, collegamenti a bus e a stella e reti magliate. Come spazio di indirizzamento la rete locale utilizza indirizzi IP privati che possono essere riutilizzati da altre reti locali senza generare conflitti di assegnazione. Un router-gateway mappa all'esterno la sottorete con un indirizzo IP pubblico sfruttando cosi' all'interno i protocolli di rete locale per l'indirizzamento locale e i servizi (posta elettronica, stampa e file sharing) e l'internetworking per interoperare con altre reti locali sulla rete Internet.
Dal punto di vista dei dispositivi di rete, una LAN può comprendere, oltre ai computer e alle periferiche condivise, dispositivi di instradamento come switch e router, dispositivi per il bilanciamento del carico (load balancing) e dispositivi di sicurezza come i firewall, i proxy e i sistemi di rilevamento di intrusioni. Le LAN più semplici si basano in genere su uno o più switch, che possono essere a loro volta collegati a un router, a un modem analogico o a un modem ADSL per l'accesso a Internet. Le LAN più complesse si caratterizzano per l'impiego di collegamenti ridondanti e con l'utilizzo all'interno degli switch di protocolli di spanning tree per garantire l'assenza di circuiti chiusi (loop) e un reinstradamento in caso di guasto di un collegamento, e per la capacità di gestire in modo differenziato tipologie di traffico differenti tramite il controllo della qualità del servizio (Quality of Service, QoS) e di segregare il traffico tramite VLAN.
Una LAN può essere collegata ad altre LAN usando collegamenti o servizi di telefonia dedicati oppure via Internet, con meccanismi di Virtual Private Network; a seconda di come vengono realizzate e rese sicure le interconnessioni e delle distanze geografiche coinvolte, una LAN può diventare una Metropolitan Area Network (MAN) o una Wide Area Network (WAN).
Quando una LAN è controllata attraverso un server che espleta determinati servizi di controllo e i client della rete sono registrati per accogliere tali servizi, la rete diventa un dominio.

### Reti domestiche
Le reti domestiche sono un caso particolare di LAN caratterizzato sia da una destinazione per usi specifici sia da dimensioni particolarmente contenute.
In particolare, si porta l'esempio dei LAN party; alcuni utenti, generalmente circa una dozzina, installano una piccola LAN, in tutto e per tutto uguale alle reti LAN, ma con le caratteristiche particolari di temporaneità e precarietà, per scopi prettamente ludici.
LAN party più strutturati possono raggiungere dimensioni considerevoli con decine di utenti. In questi casi il carattere di precarietà viene meno, ma permane quello di temporaneità della rete stessa (in genere queste LAN hanno una durata dalle poche ore a 2-3 giorni).

## Galleria d'immagini

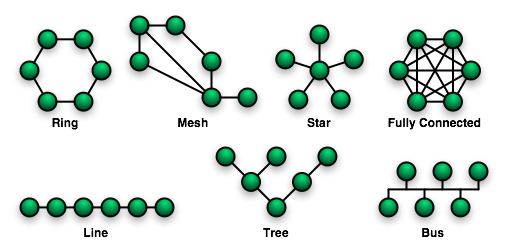
Topologie di rete
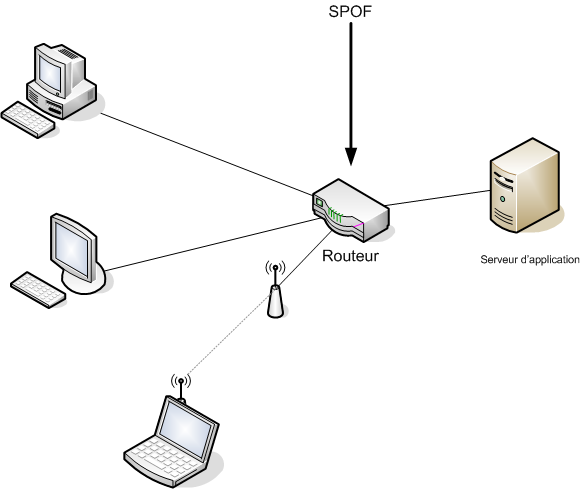
Esempio di rete domestica
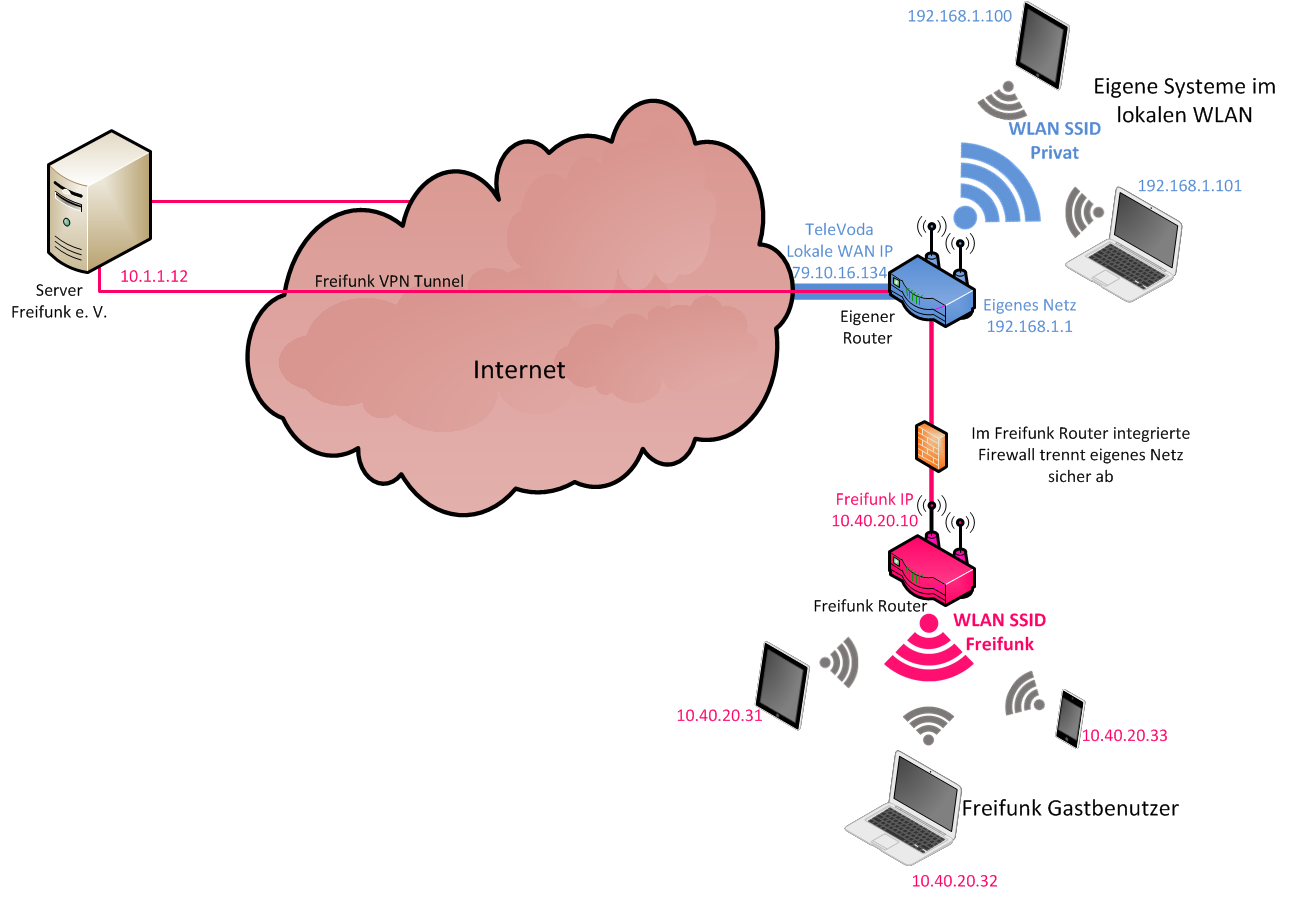
Router che instrada tra Intranet e Internet
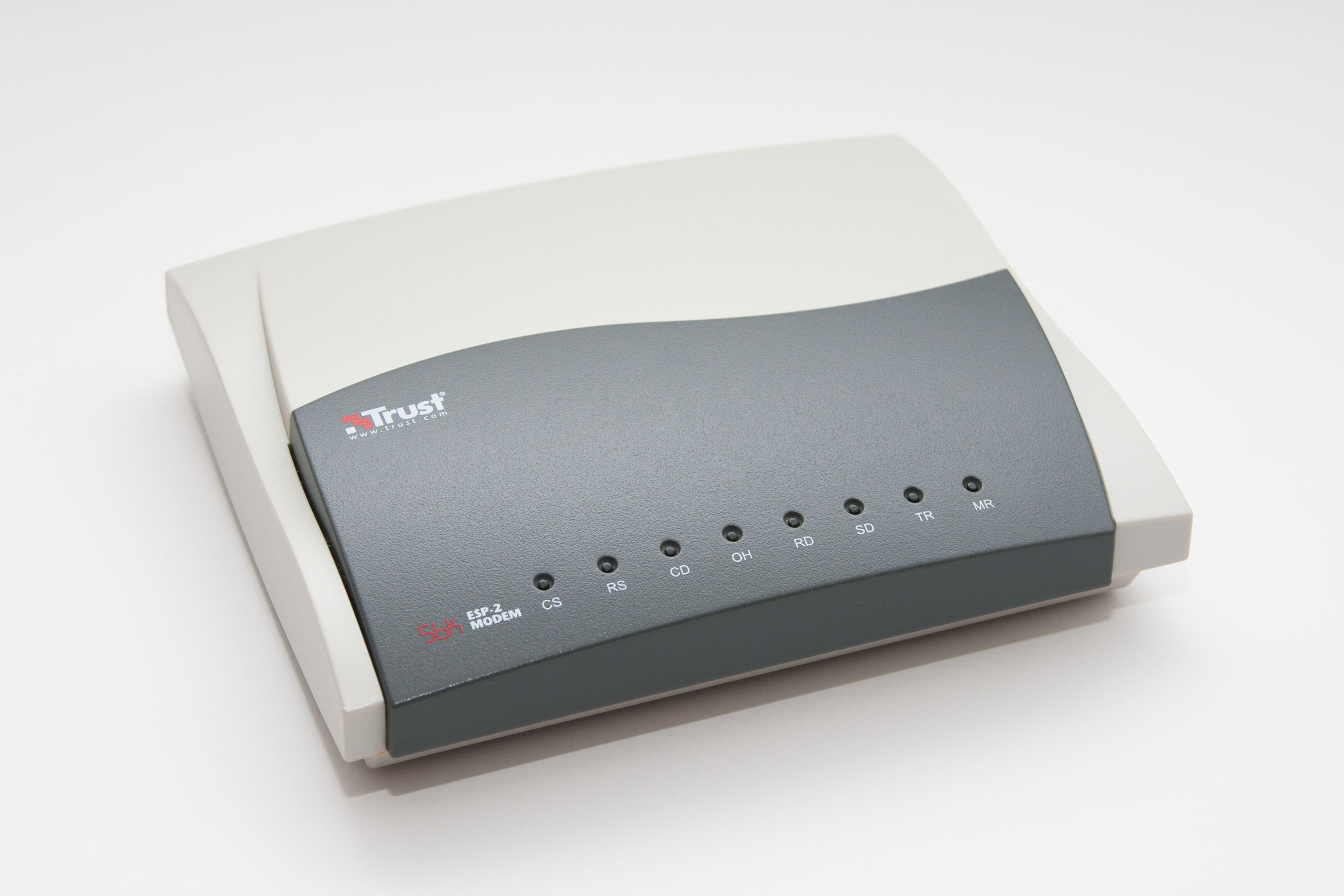
Modem
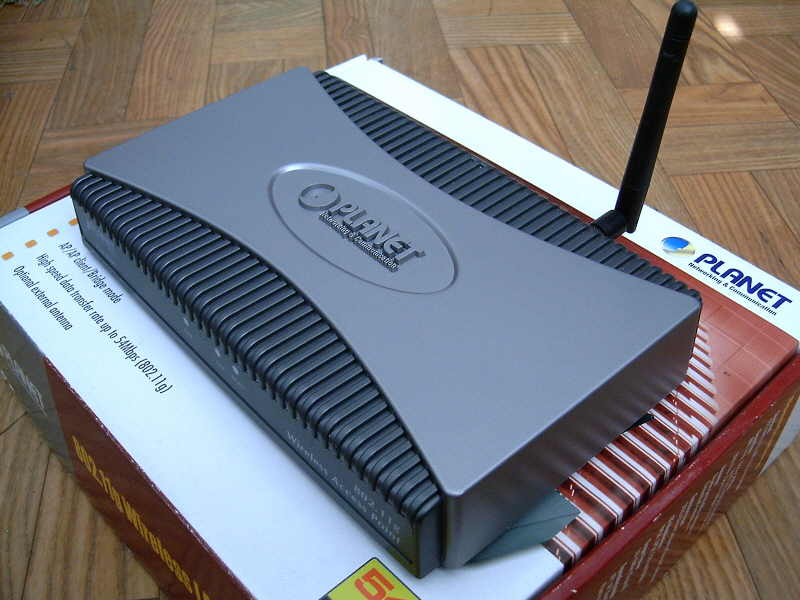
Access point
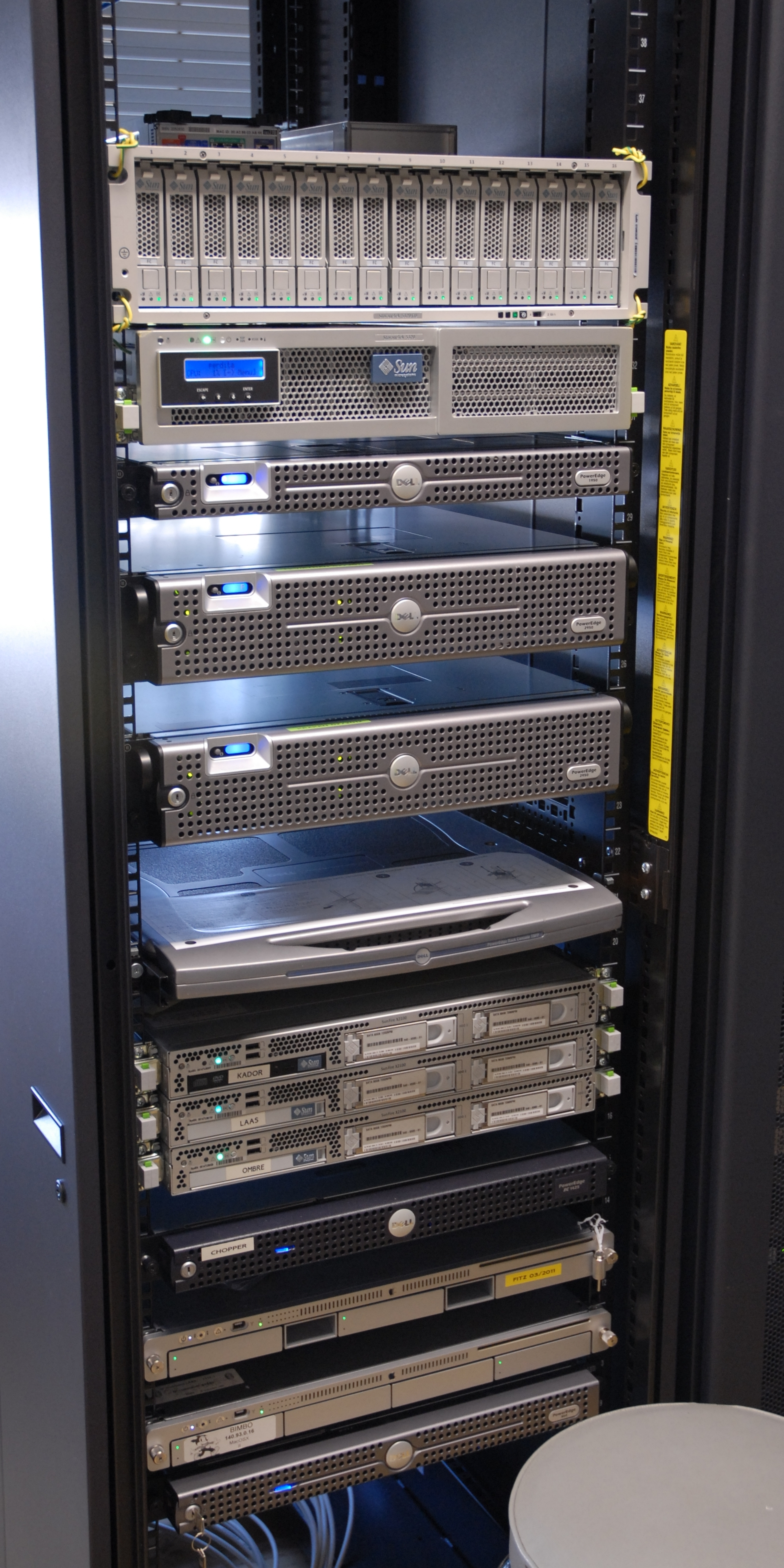
Armadio rack